# Chapter 23: The Spies
"Chapter 23: The Spies" es el séptimo episodio de la tercera temporada de la serie de televisión estadounidense The Mandalorian. Fue escrito por el showrunner Jon Favreau y Dave Filoni, y dirigido por Rick Famuyiwa. Fue lanzado en Disney+ el 12 de abril de 2023 y recibió críticas generalmente positivas.

## Trama
En Coruscant, Moff Gideon es informado por Elia Kane de la intención de los mandalorianos de retomar su planeta. Gideon transmite esta información al Consejo en la Sombra, un grupo de señores de la guerra remanentes imperiales. Solicita refuerzos y recursos al Comandante Brendol Hux e interroga al Capitán Pellaeon sobre la ausencia del Gran Almirante Thrawn, sugiriendo que el Consejo debería elegir un nuevo líder. Gideon convence al consejo de terminar lo que empezó en Mandalore, ya que una posible recuperación puede dificultar sus planes.
Volviendo a reunirse en Nevarro, Bo-Katan Kryze une a los clanes mandalorianos y prepara un grupo de reconocimiento para explorar la superficie de Mandalore. Antes de irse, Greef Karga le presenta al Mandaloriano a IG-12: una versión reconstruida de IG-11 que se ha convertido en un exoesqueleto pilotable; a pesar de sus retenciones, Mando permite que el droide sea controlado por Grogu.
En Mandalore, el grupo se encuentra con otro clan de Búhos Nocturnos, que es leal a Bo-Katan. Durante la cena entre los grupos, Bo-Katan admite que poco después de la Noche de las Mil Lágrimas, ella se rindió y negocio un alto al fuego con Gideon con la esperanza de que el Imperio salvara a los mandalorianos de más daños, siendo la razón por la que Gideon tomó el sable oscuro, aunque este no cumplió su palabra. Mando la consuela cuando ella expresa dudas sobre si podrá mantener unidos a todos. Él le dice que la admira y le hace un juramento a Bo-Katan en el que le ofrece serle fiel y leal hasta el día de su muerte.
Al día siguiente, el clan dirige al grupo de búsqueda de Kryze a la ubicación de la Gran Forja, mientras que la Armera lleva a sus miembros heridos de regreso a la flota para que los atiendan.
Después de encontrarse con una gran criatura, el grupo de búsqueda encuentra la Gran Forja, pero es emboscado por los soldados de asalto mejorados con beskar de Gideon y atraídos a una trampa. A pesar de resistir, El Mandaloriano es capturado por Gideon, quien lleva un traje mejorado y revela su intención de crear un nuevo ejército de Dark Troopers y completar la Gran Purga de Mandalore, ordenando un ataque a la flota que espera en el espacio. Intenta matar a los mandalorianos restantes, pero Bo-Katan usa el sable oscuro para crear una salida y escapar con el grupo; Paz Vizsla se queda atrás para ganar tiempo y advertir a los demás del ataque que se aproxima. Vizsla lucha y derrota a los soldados de asalto, pero es asesinado por la Guardia Pretoriana de Gideon.

## Producción

### Desarrollo
El episodio fue dirigido por Rick Famuyiwa, a partir de un guion del creador de la serie Jon Favreau y Dave Filoni.

### Casting
Pedro Pascal y Katee Sackhoff interpretan a The Mandalorian y Bo-Katan Kryze, respectivamente. The Mandalorian es interpretado físicamente por los dobles de acción Brendan Wayne y Lateef Crowder, con Wayne y Crowder recibiendo crédito como coprotagonistas.
El elenco coprotagonista de este episodio regresó de episodios anteriores, incluidos Carl Weathers como Greef Karga, Katy M. O'Brian como Elia Kane, Emily Swallow como The Armorer, Simon Kassianides como Axe Woves, Mercedes Varnado como Koska Reeves, Taika Waititi como IG-11, y Tait Fletcher (set) y Jon Favreau (voz) como Paz Vizsla. Brian Gleeson y Xander Berkeley aparecen como Brendol Hux y Gillad Pellaeon, dos señores de la guerra imperiales y miembros del Consejo en la Sombra. Jonny Coyne, Jodi Long, Hemky Madera, Ron Bottitta, Marco Khan e Imelda Corcoran aparecen como señores de la guerra adicionales. También aparece Giancarlo Esposito como Moff Gideon. Charles Parnell y Charles Baker aparecen como el Capitán y Explorador Superviviente. Parvesh Cheena, Shirley Henderson y Wesley Kimmel repiten sus papeles como el droide de protocolo de Karga, la tripulación de Anzellan y Ragnar Vizsla, respectivamente.

### Música
Joseph Shirley compuso la partitura musical del episodio, reemplazando a Ludwig Göransson.

## Recepción
En Rotten Tomatoes, el episodio tiene una puntuación del 88% según las reseñas de 17 críticos.